# Зегниц
Зегниц (њем. Segnitz) општина је у њемачкој савезној држави Баварска. Једно је од 31 општинског средишта округа Кицинген. Према процјени из 2010. у општини је живјело 835 становника. Посједује регионалну шифру (AGS) 9675166.

## Географски и демографски подаци
Зегниц се налази у савезној држави Баварска у округу Кицинген. Општина се налази на надморској висини од 181 метра. Површина општине износи 2,8 km². У самом мјесту је, према процјени из 2010. године, живјело 835 становника. Просјечна густина становништва износи 304 становника/km².

## Међународна сарадња
| Мјесто | Држава    | Врста сарадње | Од    |
| ------ | --------- | ------------- | ----- |
|        | Француска | партнерство   | 1986. |
| Извор  |           |               |       |